# 脆质层腹菌
脆质层腹菌（学名：Hymenogaster fragilis）是属于伞菌目层腹菌科层腹菌属的一种担子菌。该种分布于中国、美国、智利等地。